# Chann McRae
Pour les articles homonymes, voir McRae.
William Chann McRae est un ancien coureur cycliste américain, né le 11 octobre 1971 à Albany en Géorgie. Professionnel de 1996 à 2003, il a remporté notamment le championnat des États-Unis en 2002.

## Palmarès
- 1987
  -  Champion des États-Unis sur route juniors
- 1990
  - 3e du Ruban granitier breton
- 1992
  -  Champion des États-Unis sur route amateurs
- 1994
  - 3e du championnat des États-Unis sur route amateurs
- 1997
  - First Union Invitational
  - 2e de la Killington Stage Race
- 1998
  -  Champion des États-Unis du Critérium
  - 1re étape du Tour de Basse-Saxe
  - 2e de la Killington Stage Race
  - 2e du Tour de Basse-Saxe
- 1999
  - 3e de Florence-Pistoia
  - 5e du championnat du monde sur route
- 2000
  - 2e du Tour de Hesse
  - 3e du Grand Prix Bruno Beghelli
- 2002
  -  Champion des États-Unis sur route
  - 1re étape du Tour de Catalogne (contre-la-montre par équipes)
  - 2e de la First Union USPRO Championships

## Résultats sur les grands tours

### Tour de France
1 participation
- 2000 : abandon (12e étape)

### Tour d'Italie
2 participations
- 1999 : 48e
- 2000 : 17e

### Tour d'Espagne
3 participations
- 1996 : 108e
- 1999 : 19e
- 2001 : 96e